# كأس العالم للسيدات تحت 20 سنة لكرة القدم
بطولة كأس العالم للسيدات تحت 20 سنة ينظمها الفيفا للمنتخبات الوطنية للسيدات تحت الـ 20 سنة، تقام كل عامين ويشارك فيها 16 منتخب، البطولة إقيمت لأول مرة في عام 2002 في كندا.
البطولة إقيمت لأول مرة في عام 2002 في كندا شارك فيها 12 منتخب.
البطولة عام 2004 في تايلاند شارك فيها 12 منتخب.
البطولة عام 2006 إلى اليوم تشارك فيها 16 منتخب.
النسخة القادمة ستقام في كندا عام 2014, يذكر أن منتخب ألمانيا و الولايات المتحدة أكثر حصولا على الكأس (3 مرات).

## التصفيات
كل اتحاد قاري ينظم بطولة تأهيلية خاصة به، باستثناء إفريقيا التي لا تحدد بطلاً.
| الاتحاد القاري                               | البطولة المؤهلة                               |
| -------------------------------------------- | --------------------------------------------- |
| AFC (آسيا)                                   | كأس آسيا للسيدات تحت 20 سنة                   |
| CAF (إفريقيا)                                | تصفيات إفريقيا لكأس العالم للسيدات تحت 20 سنة |
| CONCACAF (أمريكا الشمالية والوسطى والكاريبي) | بطولة الكونكاكاف للسيدات تحت 20 سنة           |
| CONMEBOL (أمريكا الجنوبية)                   | كونميبول تحت 20 سنة للسيدات                   |
| OFC (أوقيانوسيا)                             | بطولة أوقيانوسيا للسيدات تحت 20 سنة           |
| UEFA (أوروبا)                                | بطولة أوروبا للسيدات تحت 19 سنة               |

## التاريخ

### 2002
أقيمت أول بطولة عالم للسيدات على مستوى الشباب، تحت مسمى بطولة كأس العالم للسيدات تحت 19 سنة 2002، بحد أقصى للعمر يبلغ 19 عامًا، واستضافتها كندا. المباراة النهائية، التي أقيمت في ملعب الكومنولث في إدمونتون، ألبرتا، اجتذبت جمهورًا كبيرًا بشكل مفاجئ بلغ 47,000 متفرج لمشاهدة المضيفين يلعبون ضد الولايات المتحدة. هزمت الولايات المتحدة كندا 1-0 بهدف ذهبي سجلته ليندسي تاربلي. حصلت الكندية كرستين سينكلير على جائزة الكرة الذهبية من أديداس، كأفضل لاعبة في البطولة، وفازت بجائزة الحذاء الذهبي (10 أهداف).

### 2004
أقيمت بطولة كأس العالم للسيدات تحت 19 سنة 2004 في تايلاند. للمرة الثانية على التوالي، فازت حاملة لقب كأس العالم للكبار آنذاك، ألمانيا، ببطولة الشباب. ذهبت الكرة الذهبية للنجمة البرازيلية مارتا، بينما ذهب الحذاء الذهبي للمرة الثانية إلى كندية، بريتاني باكستر.

### 2006
رفع الفيفا الحد الأقصى لسن بطولة الشباب للسيدات إلى 20 عامًا لتتناسب مع بطولة الرجال، بدءًا من بطولة كأس العالم للسيدات تحت 20 سنة 2006، التي أقيمت في روسيا من 17 أغسطس حتى 3 سبتمبر.
أقيمت المنافسة في أربعة ملاعب في موسكو (دينامو، لوكوموتيف، ملعب بودمسكوفي وملعب توربيدو) وملعب واحد في سانت بطرسبرغ (ملعب بتروفسكي).
فاز منتخب كوريا الديمقراطية الشعبية بالمباراة النهائية بنتيجة 5-0 على منتخب الصين.

### 2008
أقيمت بطولة كأس العالم للسيدات تحت 20 سنة 2008 في تشيلي، من 20 نوفمبر إلى 7 ديسمبر 2008.
بعد ست سنوات من فوزهن بأول بطولة لهن على مستوى الشباب في عام 2002، استعاد منتخب الولايات المتحدة الكأس بفوزه 2-1 على حامل اللقب منتخب كوريا الديمقراطية الشعبية. ذهبت الكرة الذهبية والحذاء الذهبي إلى سيدني ليرو من الولايات المتحدة.

### 2010
أقيمت نسخة 2010 من البطولة في ألمانيا من 13 يوليو إلى 1 أغسطس 2010. هزمت الدولة المضيفة نيجيريا في النهائي لتحصد لقبها الثاني. كانت هذه هي المرة الأولى التي تتقدم فيها دولة إفريقية إلى الدور نصف النهائي. كانت أيضًا أول بطولة تُمثل فيها أربعة اتحادات قارية مختلفة في الدور نصف النهائي. ذهبت جائزتا الكرة الذهبية والحذاء الذهبي إلى ألكسندرا بوب من ألمانيا.

### 2012

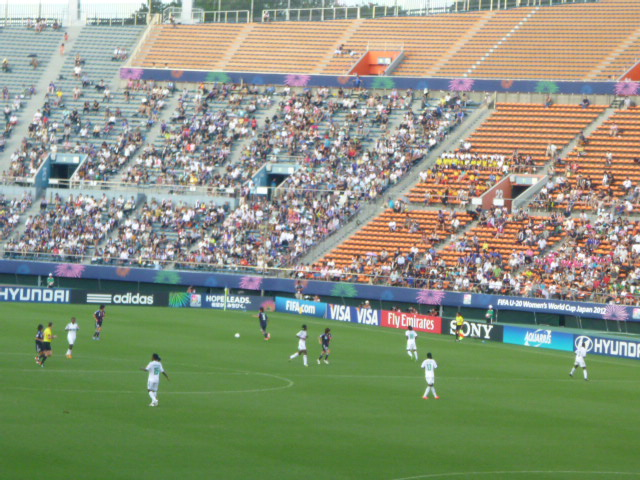
مباراة تحديد المركز الثالث بين اليابان ونيجيريا في نسخة 2012

أقيمت كأس العالم للسيدات تحت 20 سنة 2012 في اليابان من 19 أغسطس إلى 8 سبتمبر، بعد سحب عرض استضافة مبدئي من فيتنام ورفض عرض من أوزبكستان. ذهبت الكرة الذهبية إلى دزينيفر ماروزسان من ألمانيا، بينما ذهب الحذاء الذهبي إلى كيم أون هوا من كوريا الشمالية.

### 2014
أقيمت كأس العالم للسيدات تحت 20 سنة 2014 في كندا من 5 إلى 25 أغسطس 2014، التي استضافت البطولة مجددًا بعد انسحاب عرض زيمبابوي وترك العرض الكندي بلا منافس. ذهبت جائزتا الكرة الذهبية والحذاء الذهبي إلى أسيسات أوشوالا من نيجيريا.

### 2016
كان من المتوقع أن تُقام كأس العالم للسيدات تحت 20 سنة 2016 في جنوب إفريقيا، ولكن بسبب انسحاب الدولة، تم اختيار مضيف جديد في 19 مارس 2015، وكانت بابوا غينيا الجديدة.

### 2018
أقيمت كأس العالم للسيدات تحت 20 سنة 2018 في فرنسا من 5 إلى 24 أغسطس 2018؛ وبعد عام واحد استضافت فرنسا كأس العالم للسيدات 2019. ذهبت جائزتا الكرة الذهبية والحذاء الذهبي إلى باتريشيا غويغارو من إسبانيا.

### 2020
كان من المقرر في البداية استضافة نسخة 2020 بشكل مشترك بين كوستاريكا وبنما في أغسطس 2020. بسبب جائحة كوفيد-19، تم تأجيلها إلى يناير 2021، لتستضيفها كوستاريكا بمفردها. بسبب ارتفاع حالات الإصابة والوفيات بـ كوفيد-19 في المنطقة، انسحبت بنما من استضافة هذا الحدث بالإضافة إلى ألعاب أمريكا الوسطى والكاريبي 2022. تم تأجيل البطولة مبدئيًا إلى عام 2021، مع مراقبة الوضع عن كثب. في 17 نوفمبر 2020، أعلن الفيفا عن إلغاء نسخة 2020 من البطولة.

### 2022
بعد إلغاء نسخة 2020، تم تعيين كوستاريكا كمضيف للبطولة في عام 2022.

### 2024
اعتبارًا من عام 2024، سيتم توسيع البطولة من 16 إلى 24 فريقًا. تم اختيار كولومبيا كمضيف في 23 يونيو 2023.

### 2026
اُختيرت بولندا كمضيف في 17 ديسمبر 2023.

## النتائج

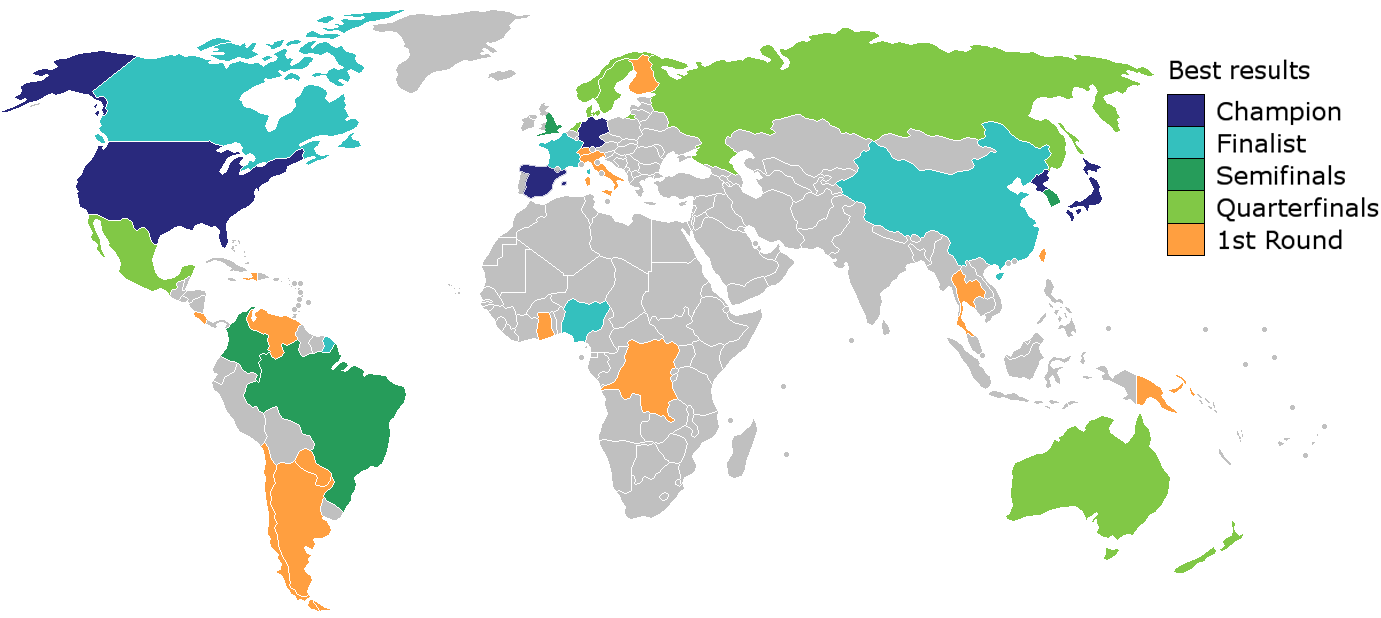
خريطة أفضل نتائج الدول

قالب:Small div
| النسخة | السنة | المستضيف            | النهائي          | النهائي      | النهائي        | مباراة المركز الثالث | مباراة المركز الثالث  | مباراة المركز الثالث | عدد الفرق |
| النسخة | السنة | المستضيف            | البطل            | النتيجة      | الوصيف         | المركز الثالث        | النتيجة               | المركز الرابع        | عدد الفرق |
| ------ | ----- | ------------------- | ---------------- | ------------ | -------------- | -------------------- | --------------------- | -------------------- | --------- |
| 1      | 2002  | كندا                | الولايات المتحدة | 1–0 (ب.و.إ.) | كندا           | ألمانيا              | 1–1 (4–3 ج.)          | البرازيل             | 12        |
| 2      | 2004  | تايلاند             | ألمانيا          | 2–0          | الصين          | الولايات المتحدة     | 3–0                   | البرازيل             | 12        |
| 3      | 2006  | روسيا               | كوريا الشمالية   | 5–0          | الصين          | البرازيل             | 0–0 قالب:و.إ (6–5 ج.) | الولايات المتحدة     | 16        |
| 4      | 2008  | تشيلي               | الولايات المتحدة | 2–1          | كوريا الشمالية | ألمانيا              | 5–3                   | فرنسا                | 16        |
| 5      | 2010  | ألمانيا             | ألمانيا          | 2–0          | نيجيريا        | كوريا الجنوبية       | 1–0                   | كولومبيا             | 16        |
| 6      | 2012  | اليابان             | الولايات المتحدة | 1–0          | ألمانيا        | اليابان              | 2–1                   | نيجيريا              | 16        |
| 7      | 2014  | كندا                | ألمانيا          | 1–0 قالب:و.إ | نيجيريا        | فرنسا                | 3–2                   | كوريا الشمالية       | 16        |
| 8      | 2016  | بابوا غينيا الجديدة | كوريا الشمالية   | 3–1          | فرنسا          | اليابان              | 1–0                   | الولايات المتحدة     | 16        |
| 9      | 2018  | فرنسا               | اليابان          | 3–1          | إسبانيا        | إنجلترا              | 1–1 قالب:و.إ (4–2 ج.) | فرنسا                | 16        |
| 10     | 2022  | كوستاريكا           | إسبانيا          | 3–1          | اليابان        | البرازيل             | 4–1                   | هولندا               | 16        |
| 11     | 2024  | كولومبيا            | كوريا الشمالية   | 1–0          | اليابان        | الولايات المتحدة     | 2–1 قالب:و.إ          | هولندا               | 24        |
| 12     | 2026  | بولندا              |                  |              |                |                      |                       |                      | 24        |

### الفرق التي وصلت إلى المربع الذهبي
| الفريق           | الألقاب              | الوصافة        | المركز الثالث  | المركز الرابع  |
| ---------------- | -------------------- | -------------- | -------------- | -------------- |
| ألمانيا          | 3 (2004، 2010، 2014) | 1 (2012)       | 2 (2002، 2008) | —              |
| كوريا الشمالية   | 3 (2006، 2016، 2024) | 1 (2008)       | —              | 1 (2014)       |
| الولايات المتحدة | 3 (2002، 2008، 2012) | —              | 2 (2004، 2024) | 2 (2006، 2016) |
| اليابان          | 1 (2018)             | 2 (2022، 2024) | 2 (2012، 2016) | —              |
| إسبانيا          | 1 (2022)             | 1 (2018)       | —              | —              |
| نيجيريا          | —                    | 2 (2010، 2014) | —              | 1 (2012)       |
| الصين            | —                    | 2 (2004، 2006) | —              | —              |
| فرنسا            | —                    | 1 (2016)       | 1 (2014)       | 2 (2008، 2018) |
| كندا             | —                    | 1 (2002)       | —              | —              |
| البرازيل         | —                    | —              | 2 (2006، 2022) | 2 (2002، 2004) |
| كوريا الجنوبية   | —                    | —              | 1 (2010)       | —              |
| إنجلترا          | —                    | —              | 1 (2018)       | —              |
| هولندا           | —                    | —              | —              | 2 (2022، 2024) |
| كولومبيا         | —                    | —              | —              | 1 (2010)       |